# Рочестерский филармонический оркестр
Рочестерский филармонический оркестр (англ. Rochester Philharmonic Orchestra) — американский симфонический оркестр, базирующийся в городе Рочестер. Основан в 1922 г. на средства изобретателя и бизнесмена Джорджа Истмена.

## Главные дирижёры
| - 1923—1931 Юджин Эйнсли Гуссенс - 1923—1925 Альберт Коутс - 1936—1944 Хосе Итурби - 1947—1955 Эрих Ляйнсдорф - 1959—1963 Теодор Блумфилд - 1964—1968 Ласло Шомодьи - 1968—1970 Уолтер Хендл - 1970—1971 Сэмюэл Джонс | - 1974—1985 Дэвид Зинмен - 1985—1988 Ежи Семков - 1989—1994 Марк Элдер - 1994—1998 Роберт Бернхардт - 1998—2011 Кристофер Симен - 2011—2013 Арильд Реммерайт - 2014—2021 Уорд Стэр - с 2021 Андреас Делфс |